# Канненгиссер, Ганс
Ганс Канненгиссер (нем. Hans Kannengiesser; даты жизни неизвестны) — немецкий офицер.
Во время Первой мировой войны офицер связи при турецкой армии. Несмотря на это, в Галлиполийской операции непосредственно командовал турецкими войсками на поле боя, в том числе турецкой 9-й дивизией, входившей в состав Пятой армии под командованием Отто Лимана фон Сандерса.
В 1927 году опубликовал, с предисловием Лимана фон Сандерса, книгу о сражении при Галлиполи «Галлиполи, значение и ход сражения в 1915 году» (нем. Gallipoli, Bedeutung und Verlauf der Kampfe 1915), английский перевод вышел годом позже; в 2009 году напечатан турецкий перевод (тур. Çanakkale Savaşı Hatıraları). В 1939 году напечатал в немецком военном журнале «Wissen und Wehr» («Наука и армия») дополнительную статью «Маленькие причины — большие последствия: Начало августовского сражения 1915 года при Галлиполи» (нем. Kleine Ursachen — grosse Wirkungen: Beginn der Augustschlacht 1915 auf Gallipoli).